# Tengo un Pedo
object mayhem la venganza de tune calculator hola calculator es su cumpleaños y le toast le regalo dibujo feo tune malo y le rompe la torta  a calculator